# Lançador (ciclismo)
Um lançador é um ciclista de estrada ou pista, caracterizado por ajudar o velocista principal de sua equipe a alcançar suas vitórias iniciando seu sprint, atuando como gregário nos últimos quilômetros antes de passar para o velocista principal.
Muitas vezes, existem vários lançadores de uma mesma equipe que fazem o trabalho de acelerar o sprint, então, no caso de liderar o pelotão de packers, a equipe que faz esse trabalho costuma ser chamada de trem. O maior exemplo de comboio é aquele que a Saeco formou para Mario Cipollini reivindicar suas vitórias, ou aquele que ajudou o britânico Mark Cavendish nas suas vitórias no HTC-Columbia.
Dependendo do tipo de lançador, podem ser velocistas que mantêm altas velocidades por vários quilômetros, dentro ou fora de um pelotão, ou velocistas que dão o último alívio ao velocista principal antes da linha de chegada.
Em alguns casos, os lançadores são tão superiores nesta tarefa que a equipe, incluindo seu líder, não desiste da vitória para seu último companheiro lançador, que também costuma ser um velocista, mas de nível inferior ao seu líder.